# Горідько Микола Антонович
Микола Антонович Горідько (нар. 26 травня 1940, село Мліїв, тепер Городищенського району Черкаської області) — український радянський діяч, ланковий механізованої ланки колгоспу імені Симиренка Городищенського району Черкаської області. Депутат Верховної Ради УРСР 9—10-го скликання.

## Біографія
З 1956 року — причіплювач, помічник тракториста колгоспу, учень училища механізації сільського господарства, тракторист колгоспу імені Симиренка Городищенського району Черкаської області.
Освіта середня. Закінчив училище механізації сільського господарства.
З 1970 року — ланковий механізованої ланки колгоспу імені Симиренка села Мліїв Городищенського району Черкаської області.
Потім — на пенсії в селі Мліїв Городищенського району Черкаської області.

## Нагороди
- ордени
- медалі